# Lauta mancia
Lauta mancia è un film italiano del 1957 diretto da Fabio De Agostini.

## Trama
Il cane Cita, un grosso alano, scappa da una lussuosa villa, dove la nascita della primogenita ha messo in disparte l'animale il quale, soffrendo della nuova situazione, decide di trovare nuovi affetti ma finisce subito in grossi guai tra gente senza scrupoli che lo maltratta.
Il bimbo Mosca si mette subito alla ricerca del cane e lo trova morente sulla riva di un fiume ma, con le sue poche forze, riesce a rimettere in sesto il grosso alano il quale, per riconoscenza, non lo lascia più. Mosca non può certo permettersi di portarlo nella casa operaia di periferia, dove il fratello maggiore è l'unico ad avere uno stipendio che deve bastare per cinque persone. Un cane di quelle dimensioni sarebbe di troppo.
Inoltre Mosca non ha più la madre e non viene visto di buon occhio dalla moglie del fratello, in pratica una matrigna. Oltre al fratello e alla moglie, in casa vive anche il padre, che vive estraniato in un mondo tutto suo, la sorella e la nonna, la quale, in realtà, è l'unica a volere veramente bene a Mosca. Il cane riuscirà ugualmente ad entrare in casa creando lo scompiglio generale fra i malumori crescenti del fratello e della moglie di questi.
Il fratello nota un giorno sul giornale l'annuncio riguardante proprio l'alano che ha in casa: la padrona offre una Lauta Mancia di ben 50 000 lire a chi le riporterà il cane che, nel frattempo, è finito nel canile municipale in attesa di essere soppresso.
Trovati i soldi per riscattarlo dal canile, il fratello lo riporta alla padrona e riscuote le 50 000 lire tra i singhiozzi del piccolo Mosca, che si sente tradito proprio dal fratello. La padrona capisce il dramma e l'intesa che si è stabilita tra il bambino e il cane e lascia proprio a quest'ultimo la scelta: il cane non ha dubbi e, dopo aver salutato con uno sguardo la padrona, se ne va via per sempre con Mosca.